# Anton Halm
Pour les articles homonymes, voir Halm.
Karl Anton Halm, né le 4 ou 5 juin 1789 à Wies en Styrie (Autriche) et mort le 6 avril 1872 à Vienne, est un compositeur autrichien.

## Biographie
Anton Halm naît à Costanosellari, maison Töschlitz Altenmarkt 11 (aujourd'hui Kladik maison Altenmarkt 102), à Wies en Styrie (Autriche). Son père exerce la profession d’aubergiste et "Hofstaetter" (rapporteur de la Cour).
Halm étudie la musique dès son enfance. Dans les années 1808-1811, il est  officier de l'armée impériale. Après avoir travaillé en tant que professeur de piano à Graz, où il a également reçu son éducation musicale, il a vécu en 1813-1815 principalement en enseignant la musique dans une famille noble en Hongrie.
Au cours du Congrès de Vienne, son chemin le conduit en 1815 à Vienne, où il rencontre Ludwig van Beethoven  à plusieurs reprises et à qui il dédie une sonate en 1816.
En 1826, il fait au nom de l'éditeur Artaria une version en duo de piano de la Grande Fugue pour quatuor à cordes opus 133 de Beethoven, qui, mécontent l'a conduit à effectuer sa propre transcription pour piano (op. 134). Halm  travaille à Vienne jusqu'à sa mort en tant que compositeur et professeur de piano. On peut citer parmi ses élèves les noms de Julius Epstein, Stephen Heller et Adolf von Henselt.
Dans les œuvres de Karl Anton Halm, se trouvent des compositions pour piano et musique de chambre (dont 8 trios et 3 quatuors à cordes) et une grande messe en mi bémol majeur.
En outre,  il compose également une variation sur une valse de Diabelli (Anton Diabelli avait contacté 50 compositeurs contemporains pour qu'ils effectuent chacun une variation sur une valse composée par lui, Beethoven ayant pour sa part traité ce sujet dans ses 33 Variations sur une valse d'Anton Diabelli opus 120).

## Œuvres principales
- Quatuor à cordes en si-bémol majeur, op. 28 (édité 1903)
- Quatuor à cordes n° 2, op. 39
- Quatuor à cordes n° 3, op. 40
- Sonate pour violoncelle et piano, op. 24
- Grande Sonate en fa majeur pour violoncelle (ou violon ou alto), op. 52 (1820)
- Grande Sonate pour piano à 4 mains, op. 56 (1825)

8 Trios pour piano, violon, violoncelle :
- n° 1 en mi-bémol majeur, op. 12
- n° 2, op 13 (1818)
- n° 3 en mi-bémol majeur, op 21 (1819)
- n° 4 en fa majeur, op. 23 (1817)
- n° 5 en ut mineur, op. 25 (1818)
- n° 6 en sol mineur, op. 42 (1820)
- n° 7 en la majeur, op. 57 (1838)
- n° 8 en si mineur, op. 58 (1847)

Piano
- Sonates op. 15, 43, 51
- Rondeaux brillants op. 4, 14, 17, 20, 49
- rand Rondeau brillant à 4 mains en mi-bémol majeur op. 41
- Thèmes variés, op. 33, 37, 46, 47, 50
- 6 Grandes Études de concert, op. 59
- 6 Grandes Études pathétiques, op. 61
- Études héroïques, op. 62

## Sources
- (de) Cet article est partiellement ou en totalité issu de l’article de Wikipédia en allemand intitulé « Anton Halm » (voir la liste des auteurs).